# Diemelsee
Diemelsee è un comune tedesco di 4 706 abitanti, situato nel Land dell'Assia.

## Galleria d'immagini

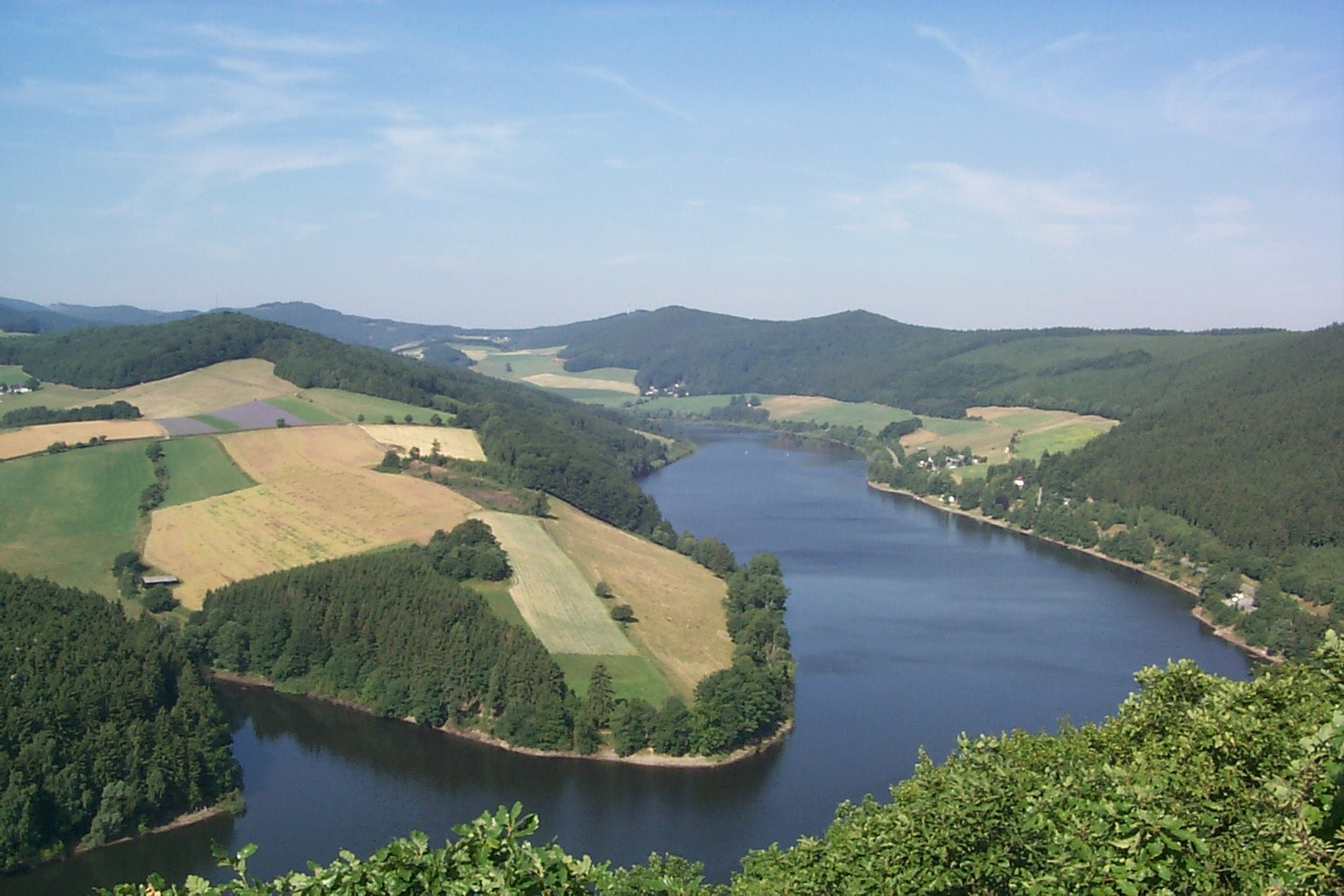
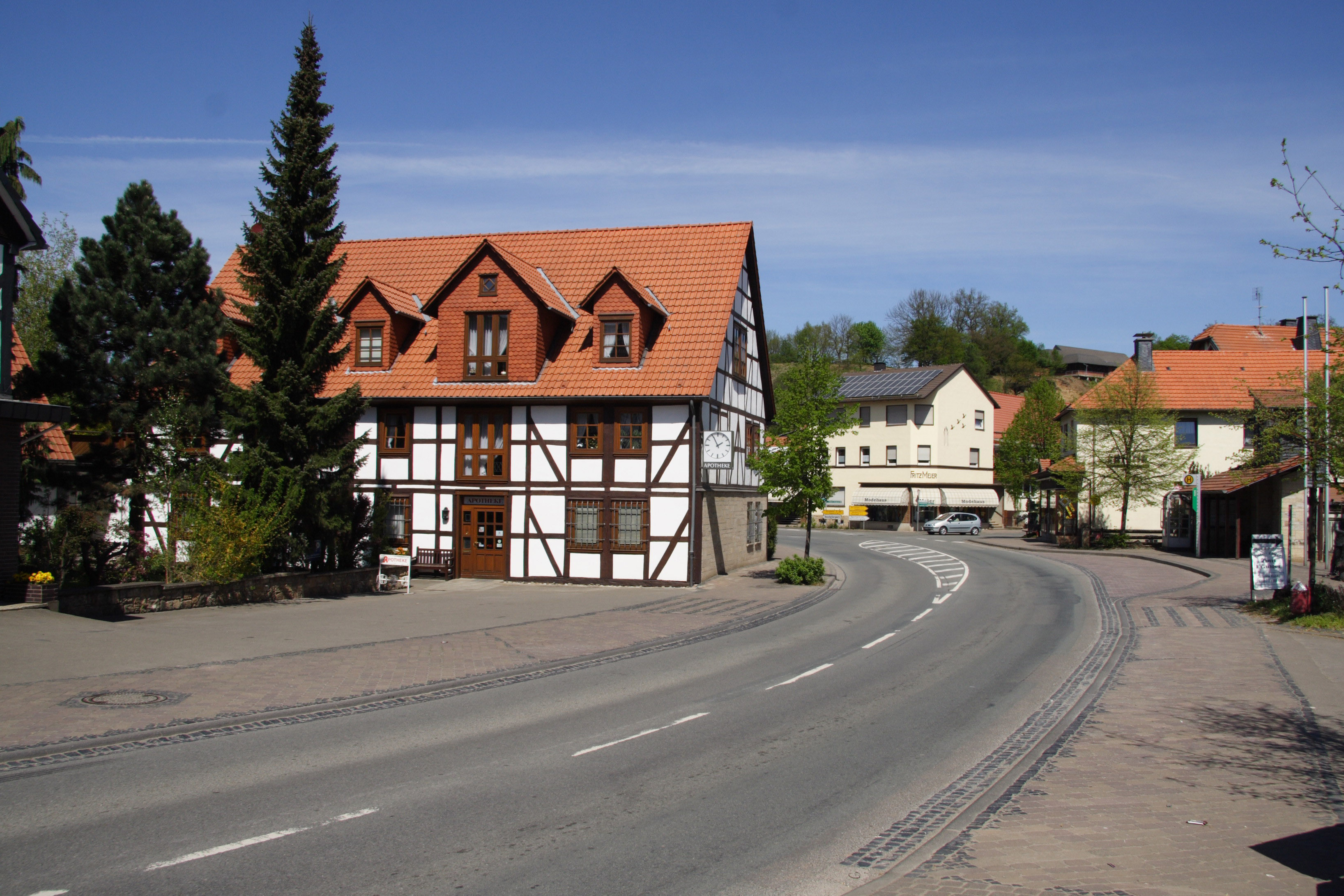
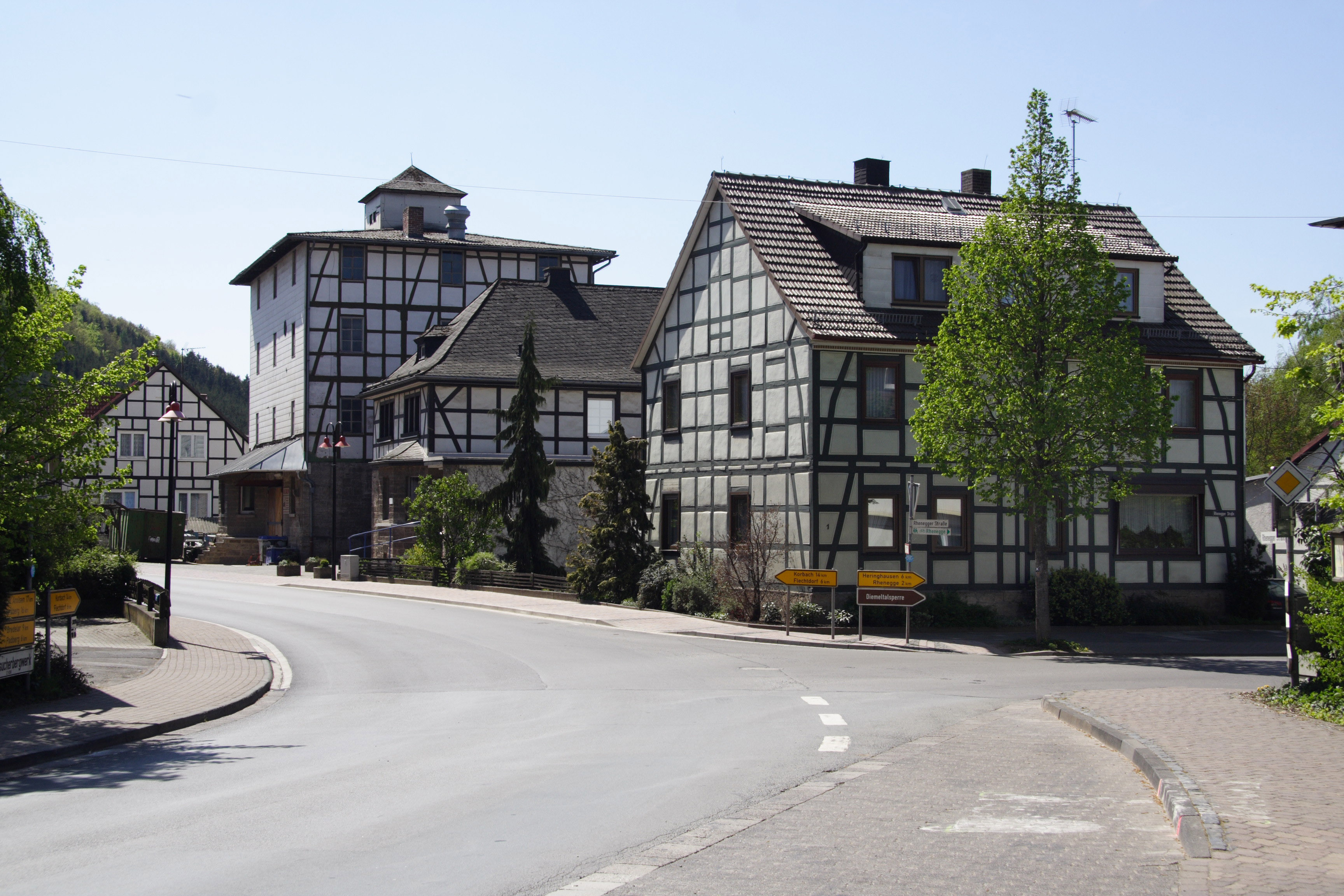
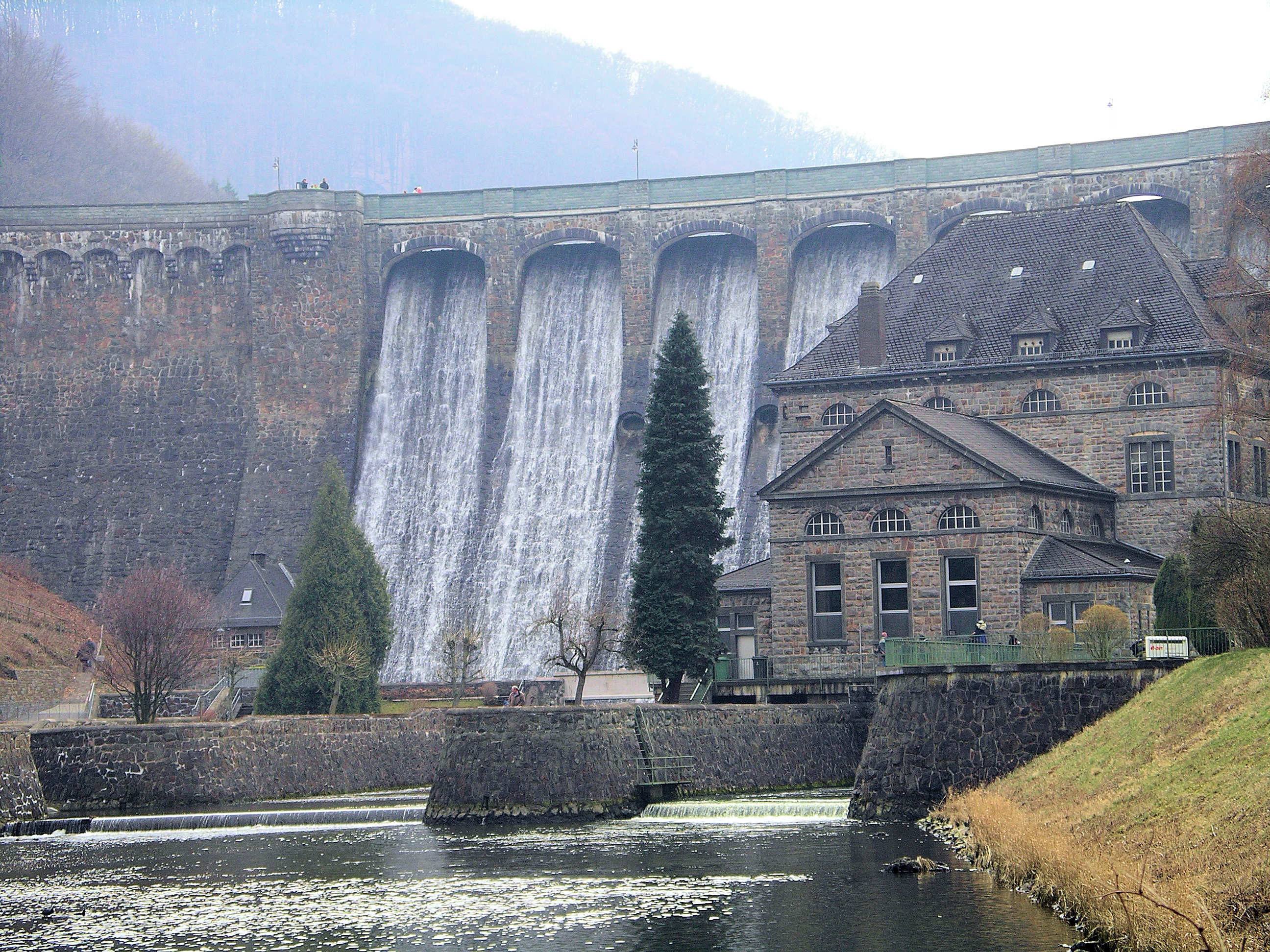